# Бадурова, Камила Айниевна
Камила Айниевна Бадурова (род. 10 августа 1995, Санкт-Петербург) — российская дзюдоистка и самбистка, бронзовый призёр чемпионата мира по дзюдо, трехкратная чемпионка России по дзюдо, призёр летней Универсиады 2019 года в Наполи по дзюдо в личном и командном зачётах. Мастер спорта России международного класса, призёр чемпионатов России по пляжному самбо.

## Биография
Родилась в г. Санкт-Петербурге. Начала заниматься дзюдо с 11 лет. Она является воспитанницей СДЮСШОР г. Тверь. Первым тренером был Михаил Гуков.

## Спортивная карьера

### 2012
В апреле завоевала серебро на открытом кубке Европы среди кадеток в весе до 52 кг, который прошёл в Твери.

### 2013
В ноябре она выиграла Всероссийский турнир памяти Дмитрия Устинова в Коврове.

### 2014
В марте была третьей на первенстве России среди юниорок в Екатеринбурге.

### 2015
В марте стала третьей на первенстве России среди юниорок в Ижевске, Удмуртия. В мае и июле взяла бронзовые медали на открытых кубках Европы в Каунасе и Варшаве среди юниорок. Также выступила на первенстве мира и Европы, но не добилась успехов.

### 2016
В марте выиграла первенство России до 23 лет в Нальчике. Летом заняла третье место на взрослом кубке Европы в Оренбурге (Россия) и Подчетртек (Словения). В сентябре так же была третьей на взрослом чемпионате страны в Хабаровске. В ноябре стала вице-чемпионкой Европы до 23 лет в Тель-Авиве.

### 2017
В июне стала второй на открытом кубке Европы среди взрослых. В сентябре был третьей на чемпионате России. В ноябре пришла второй на первенстве Европы до 23 лет в Черногории.

### 2018
В июне стала финалисткой кубка Европы в Мадриде. В сентябре Камила выиграла свою первую серьёзную награду на международном уровне — бронзовая медаль в командном зачете на чемпионате мира в Баку. В ноябре выиграла бронзу на чемпионате мира среди военнослужащих в Рио-де-Жанейро.

### 2019
В июле приняла участие на Летней Универсиаде в итальянском городе Неаполь, где смогла добыть для сборной России бронзовую медаль. В командном зачёте довольствовалась серебром. В сентябре стала чемпионкой России в весе до 63 кг. В октябре была финалисткой на Всемирных военных играх в городе Ухань, Китай.

### 2021
В июне впервые попробовала себя в пляжном самбо, где на чемпионате России она выиграла бронзовую медаль в весе до 72 килограмм. В сентябре во второй раз стала чемпионкой России.

### 2022
В январе пришла третьей на турнире серии «Большой Шлем» в Улан-Баторе (Монголия), также выиграла Всероссийскую спартакиаду, прошедший в Казани. В сентябре стала финалисткой чемпионата России по-пляжному самбо в весе до 72 кг.

### 2023
В мае была участницей чемпионата мира 2023, который проходил в Дохе (Катар). Камила не смогла завоевать медаль на данном чемпионате мира, в первом круге она одолела Есмигуль Куюлову из Казахстана, во втором круге она уступила британке, которая предоставляет Австрию — Лубьяне Пиовесане.

### 2024
В июне стала третьей на всемирных играх БРИКС в Казани, а также выиграла турнир серии "Russian jude tour" в Челябинске. В октябре стала в третий раз чемпионкой России.

## Спортивные результаты

### Дзюдо
- Международный уровень:
  - Первенство Европы до 23 лет 2016 года — ;
  - Первенство Европы до 23 лет 2017 года — ;
  - Чемпионат мира по дзюдо 2018 года — ; (команда)
  - Летняя Универсиада 2019 года — ; (команда)
  - Летняя Универсиада 2019 года — ;
  - «Большой шлем» 2022 года — ;
  - Russian judo tour: Хабаровск 2023 — ;
  - Игры БРИКС 2024 — ;
  - Russian judo tour: Челябинск 2024 — ;

- Национальный уровень:
  - Первенство Росси среди юниорок 2014 года — ;
  - Первенство Росси среди юниорок 2015 года — ;
  - Первенство Росси до 23 лет 2016 года — ;
  - Чемпионат России 2016 года — ;
  - Чемпионат России 2017 года — ;
  - Чемпионат России 2019 года — [16];
  - Чемпионат России 2021 года — [17];
  - Всероссийская спартакиада 2022 — ;
  - Чемпионат России 2024 года — ;

### Самбо
- Чемпионат России по пляжному самбо 2021 — ;
- Чемпионат России по пляжному самбо 2022 — ;

## Личная жизнь
Камила татарка, живёт и тренируется в Екатеринбурге и в Туапсе. Она выпускница Воронежской государственной академии физической культуры.